# 塔納湖非洲條鰍
塔納湖非洲條鰍（學名：A. abyssinicus），為輻鰭魚綱鯉形目條鳅科的其中一個種，分布非洲衣索比亞塔納湖及巴羅河流域，體長可達5.1公分，棲息在礫石底質、水生植物生長的底層水域，生活習性不明。

## 扩展阅读
維基物種上的相關：塔納湖非洲條鰍